# Cleopatra di Gerusalemme
Cleopatra di Gerusalemme (fl. 25 a.C.-4 a.C.) fu la quinta moglie di Erode il Grande.

## Biografia
Nulla si conosce delle origini di Cleopatra. Sposò Erode nel 25 a.C. e gli diede due figli: Filippo (II), nato nel 20 a.C., ed Erode II, nato nel 18 a.C. circa.
Sopravvisse alla morte di Erode avvenuta nel 4 a.C.